# Macropsis hyalita
Macropsis hyalita är en insektsart som beskrevs av Evans 1971. Macropsis hyalita ingår i släktet Macropsis och familjen dvärgstritar. Inga underarter finns listade i Catalogue of Life.